# Trichoplusia semirosea
Trichoplusia semirosea är en fjärilsart som beskrevs av Claude Dufay 1968. Trichoplusia semirosea ingår i släktet Trichoplusia och familjen nattflyn. Inga underarter finns listade i Catalogue of Life.